# Anochetus bispinosus
Anochetus bispinosus är en myrart som först beskrevs av Smith 1858.  Anochetus bispinosus ingår i släktet Anochetus och familjen myror. Inga underarter finns listade i Catalogue of Life.